# Xã Kalevala, Quận Carlton, Minnesota
Xã Kalevala (tiếng Anh: Kalevala Township) là một xã thuộc quận Carlton, tiểu bang Minnesota, Hoa Kỳ. Năm 2010, dân số của xã này là 327 người.